# Національна премія України імені Тараса Шевченка — лауреати 2000 року
Національні премії України імені Тараса Шевченка в галузі літератури, журналістики, мистецтва і архітектури 2000 року були присуджені Указом Президента України від 9 березня 2000 р. № 396 за поданням Комітету по Національних преміях України імені Т. Г. Шевченка. Цього року премія вперше вручалася у статусі Національної. Розмір Національної премії України імені Тараса Шевченка склав двадцять п'ять тисяч гривень кожна.

## Список лауреатів
| Галузь                           | Лауреат                                                           | Обґрунтування                                                                   |
| -------------------------------- | ----------------------------------------------------------------- | ------------------------------------------------------------------------------- |
| Література                       | Гнатюк Іван Федорович — письменник                                | за книгу «Стежки-дороги»                                                        |
| Література                       | Нечерда Борис Андрійович — письменник (посмертно)                 | за збірку поезій «Остання книга»                                                |
| Образотворче мистецтво           | Тимченко Марфа Ксенофонтівна — художниця                          | за серію творів народного декоративного малярства                               |
| Образотворче мистецтво           | Чепелик Володимир Андрійович — скульптор                          | за пам'ятник М. С. Грушевському в м. Києві                                      |
| Музика                           | Караманов Алемдар Сабітович — композитор                          | за Концерт № 3 для фортепіано з оркестром «Ave Maria» і Симфонію № 23 «Аз Ісус» |
| Концертно-виконавська діяльність | Шкурган Андрій Семенович — артист                                 | за концертні програми 1995–1999 років                                           |
| Теорія та історія мистецтва      | Шерех (Шевельов) Юрій Володимирович — літературознавець           | за книги «Третя сторожа» та «Поза книжками і з книжок»                          |
| Тетатральне мистецтво            | Шекера Анатолій Федорович — хореограф                             | за балетні вистави останніх років                                               |
| Кінематографія                   | Калюта Вілен Олександрович — кінооператор-постановник (посмертно) | за кінооператорські роботи останніх років                                       |